# Karel Havelka (disident)
Karel „Kocour“ Havelka (* 12. července 1950, Planá) je významná osobnost českého undergroundu, disident, politický vězeň, signatář Charty 77. V 70. letech byl za svou činnost vězněn a perzekvován komunistickým režimem.

## Životopis

### Dětství, mládí a první emigrace (1950–1974)
Karel Havelka, přezdívaný „Kocour“, se narodil v Plané u Mariánských Lázní, dětství a mládí prožil ve Stříbře. V druhé polovině 60. let se zabýval zejména muzikou (blues a big beat), kupoval desky a objížděl festivaly. Vystudoval stavební průmyslovou školu, obor dopravní stavby. Už při studiu začal vážně uvažovat o emigraci.
- 1969 – úspěšná maturita,
- duben 1970 – nástup základní vojenské služby,
- po vojně zaměstnán jako stavbyvedoucí; tehdy se definitivně rozhodl emigrovat prostřednictvím zájezdu do Japonska (kvůli povolení vycestovat vstoupil do SSM).

Svůj záměr uskutečnil. Na americké ambasádě v Japonsku požádal o azyl v USA. Ve Spojených státech začínal od nuly a živil se různě. Zajímala jej hudba, proto objížděl známé bluesmany. Seznámil s mnoha známými bluesovými a rockovými skupinami a zpěváky. Navštěvoval koncerty a festivaly, kupoval hudební desky a cestoval po USA. Zhruba po roce se vrátil do Československa za svou snoubenkou, která za ním nemohla vycestovat.

### Po návratu do Československa: underground a vězení (1974–1977)
V nepřítomnosti byl odsouzen za nepovolené opuštění republiky na 18 měsíců nepodmíněně. Požádal však o prezidentskou milost a také ji dostal. Pracoval u Vodních staveb, později u Staveb silnic a dálnic. Tehdy se seznámil s Ivanem M. Jirousem a undergroundem. Stal se organizátorem undergroundových akcí (koncert v Příchovicích – kvůli velkému zájmu StB byla akce raději zrušena; v Přešticích zrealizovali přednášku o undergroundu, kterou přednesl Ivan M. Jirous; účastnili se i další disidenti). Akce v Přešticích skončila policejním zásahem. Havelka byl jako organizátor spolu s Ivanem M. Jirousem, Františkem Stárkem a dalšími zatčen (březen 1976) a obviněn z výtržnictví. Po půl roce vyšetřování byl nejprve odsouzen ve známém procesu s The Plastic People of the Universe na 2,5 roku, ale po odvolání mu byl trest snížen na 15 měsíců. Odpykal si jej na Borech. Pracovně byl zařazen na tzv. šatony (broušení bižuterie).

### Po propuštění z vězení v roce 1977: podpis Charty 77 (1977–1980)
Ve vězení se dozvěděl o vzniku Charty 77, kterou hned po propuštění v červnu 1977 podepsal. Vrátil k práci na stavbě, později byl zaměstnán u Geofyziky. Stal se spolupodílníkem domu v Nové Vísce, kde letech 1978–1980 organizoval koncerty undergroundu, rozšiřoval samizdat a podílel se na výrobě časopisu Vokno. Jakožto stavbyvedoucí zaměstnal i své přátele z undergroundu. Na přelomu 70. a 80. let sílil policejní tlak a šikana, Havelkovi bylo několikrát nabídnuto emigrovat.

### Druhá emigrace (1980–1989)
S manželkou a dětmi emigroval v listopadu 1980 do Vídně. Živil se příležitostnými pracemi a obchodoval s exilovou literaturou, knihami a muzikou. Brzy si otevřel malý obchod s deskami. Muziku pašoval i do Československa.

### Sametová revoluce (1989)
Po revoluci roku 1989 se vrátil do Čech a v roce 1990 založil hudební vydavatelství Globus International, které vedl do roku 2002. V současné době se živí dovozem vína a prodejem hudebních nosičů.

### Externí reference
- Kocourův život – přes Japonsko do USA a zase zpátky. Příběh Karla Havelky (1. část)
- Kocourův život aneb Buď půjdete do kriminálu za špionáž, nebo vypadnete z ČSSR (2. část)
- Fenomén Underground. Vokno. Karel "Kocour" Havelka.
- Tváře vzdoru. Knihovna Václava Havla. Karel "Kocour" Havelka